# استوکنچروچ
استوکنچروچ (به انگلیسی: Stokenchurch) یک روستا و محله مدنی در بریتانیا است که در ویکام واقع شده‌است. استوکنچروچ ۴٬۸۰۱ نفر جمعیت دارد.